# Mauro Del Barba
Mauro Del Barba (Morbegno, 20 luglio 1970) è un politico italiano.

## Biografia

### Istruzione e formazione
Laureato in Scienze dell'Informazione all'Università degli Studi di Milano, grazie alla giovanile passione per la logica matematica ottiene un dottorato di ricerca quadriennale che gli permette di coltivare questa passione e successivamente essere assunto, nel 1997, presso la Banca Popolare di Sondrio. Ha cominciato come programmatore COBOL fino a diventare responsabile dei progetti in staff alla Direzione Generale.

### Vita pubblica
Cresciuto a stretto contatto con le varie associazioni cittadine, entra nel gruppo scout cittadino nel 1979. Ha fatto parte, dal 1994 al 2003, della Protezione Civile e del gruppo antincendio boschivo.
Nel 2009 è fondatore e presidente dell'associazione "morbegno2020" che si batte per gli investimenti produttivi in tema di risparmio energetico e sviluppo sostenibile.

### L'impegno in politica
Nel 1995 contribuisce alla formazione della prima lista civica di Morbegno, "Impegno per la città", che vinse le elezioni di quell'anno e delle annate successive. Nel 1996 partecipa alla costituzione della sezione locale de L'Ulivo e nel 1997 si iscrive al Partito Popolare Italiano (PPI).
Dal 1995 al 2002 è consigliere del Bacino imbrifero montano dell'Adda, partecipando anche al consiglio direttivo.
Dal 1998 al 1999 è stato vice-segretario provinciale del PPI di Sondrio per poi diventare segretario provinciale dal 2000 al 2002. Dal 1999 al 2002 è anche Consigliere Nazionale PPI 2000-2002.
Con la nascita della Margherita, è fondatore e co-responsabile della sezione provinciale del partito e nel 2001 è candidato alla Camera per l'Ulivo nel collegio elettorale di Morbegno della circoscrizione Lombardia 2, ma ottiene il 30,20% a fronte del 59,69% del candidato della Casa delle Libertà Ugo Parolo, non conseguendo l'elezione.
Dal 2003 è membro tecnico della commissione permanente per l'innovazione e le tecnologie nei comuni e dal 2005 membro della commissione innovazione ANCI nazionale per l'innovazione tecnologica dei comuni. Dal 2005 Membro del consiglio direttivo di AICCREE Lombardia.
Dal giugno 2004 al giugno 2009 riveste il ruolo di consigliere del gruppo di maggioranza e Assessore al bilancio del Comune di Morbegno.

### Primarie parlamentari ed elezione a Senatore
Sostenendo e appoggiando anche tramite il "Comitato Sondrio per Renzi" la candidatura di Matteo Renzi a segretario del Partito Democratico (PD), partecipa alle primarie del 2012 risultando il più votato nel territorio di riferimento (Provincia di Sondrio).
Alle elezioni politiche del 2013 viene candidato al Senato della Repubblica, tra le liste del PD nella circoscrizione Lombardia in nona posizione, venendo eletto senatore nella circoscrizione Lombardia per il PD. Durante la XVII legislatura ha fatto parte della 5ª Commissione Bilancio, di cui è stato segretario dal 2013 al 2016, oltre a ricoprire l'incarico di tesoriere del gruppo parlamentare del Partito Democratico a Palazzo Madama dal 2014 al 2018. Inizialmente favorevole al ddl Cirinnà, manifesta una "crisi di coscienza" verso la stepchild adoption e l'articolo 5, non garantendo più il suo voto.

### Elezione a deputato
Alle elezioni politiche del 2018 viene candidato alla Camera dei deputati, tra le liste del PD nel collegio plurinominale Lombardia 2 - 02, risultando eletto deputato. Nel corso della XVIII legislatura è stato componente e capogruppo per Italia Viva nella 6ª Commissione Finanze e nella 5ª Commissione Bilancio, tesoro e programmazione, oltreché membro della delegazione italiana presso l'assemblea parlamentare dell'Organizzazione per la sicurezza e la cooperazione in Europa (OSCE).
A seguito della scissione nel PD da parte del gruppo dei parlamentari renziani, Del Barba aderisce il 19 settembre 2019 ad Italia Viva, partito fondato da Matteo Renzi di stampo liberale e centrista.
Alle elezioni politiche anticipate del 2022 viene ricandidato alla Camera, per la lista elettorale Azione - Italia Viva nei collegi plurinominali Lombardia 2 - 02 e Lombardia 4 - 01 come capolista e Lombardia 2 - 01 in seconda posizione, venendo rieletto a Montecitorio nel collegio Lombardia 4 - 01. Nella XIX legislatura viene scelto poi come vice-presidente vicario del gruppo parlamentare alla Camera.